# یان کوک (بازیکن فوتبال)
یان کوک (انگلیسی: Ian Cooke؛ زادهٔ) بازیکن فوتبال اهل انگلستان است.
از باشگاه‌هایی که در آن بازی کرده‌است می‌توان به باشگاه فوتبال ویمبلدون اشاره کرد.